# Batman Forever (soundtrack)
Batman Forever: Music from the Motion Picture is een van de twee officiële soundtrackalbums van de film Batman Forever met muziek van diverse artiesten die werd uitgebracht op 23 mei 1995 door Atlantic Records. Het andere soundtrackalbum bracht hetzelfde platenlabel twee maanden later uit met als titel Batman Forever: Original Motion Picture Score Album, met de originele filmmuziek van Elliot Goldenthal.

## Batman Forever: Music from the Motion Picture
Het album met diverse artiesten bevat de muziek die in de film is gebruikt en muziek die geïnspireerd is door de film. Het album was een commercial succes, waarmee het album onder meer als hoogste positie in de Amerikaanse Billboard 200 op plaats 5 stond, in de Nederlandse Album Top 100 op plaats 42 en in de Vlaamse Ultratop 50 Albums op plaats 49.

### Nummers
| Nr. | Titel                                | Artiest(en)                   | Duur |
| --- | ------------------------------------ | ----------------------------- | ---- |
| 1   | Hold Me, Thrill Me, Kiss Me, Kill Me | U2                            | 4:46 |
| 2   | One Time Too Many                    | PJ Harvey                     | 2:52 |
| 3   | Where Are You Now?                   | Brandy                        | 3:57 |
| 4   | Kiss from a Rose                     | Seal                          | 3:38 |
| 5   | The Hunter Gets Captured by the Game | Massive Attack & Tracey Thorn | 4:06 |
| 6   | Nobody Lives Withhout Love           | Eddi Reader                   | 5:05 |
| 7   | Tell Me Now                          | Mazzy Star                    | 4:17 |
| 8   | Smash It Up                          | The Offspring                 | 3:26 |
| 9   | There Is a Light                     | Nick Cave                     | 4:23 |
| 10  | The Riddler                          | Method Man                    | 3:30 |
| 11  | The Passenger                        | Michael Hutchence             | 4:37 |
| 12  | Crossing the River                   | The Devlins                   | 4:45 |
| 13  | 8                                    | Sunny Day Real Estate         | 5:27 |
| 14  | Bad Days                             | The Flaming Lips              | 4:39 |

## Batman Forever: Original Motion Picture Score Album
Het tweede album met de muziek van de film Batman Forever bevat alleen de originele filmmuziek die gecomponeerd werd door Elliot Goldenthal, en uitgevoerd door het orkest onder leiding van Jonathan Sheffer. In 1996 ontving Goldenthal met het album een Grammy Award-nominatie in de categorie 'Best Instrumental Composition Written for a Motion Picture or for Television'.

### Nummers
| Nr. | Titel                                               | Duur |
| --- | --------------------------------------------------- | ---- |
| 1   | Main Titles & Fanfare                               | 1:50 |
| 2   | Perpetuum Mobile                                    | 0:54 |
| 3   | The Perils of Gotham                                | 3:01 |
| 4   | Chase Noir                                          | 1:45 |
| 5   | Fledermausmarschmusik                               | 1:15 |
| 6   | Nygma Variations (An Ode to Science)                | 6:02 |
| 7   | Victory                                             | 2:37 |
| 8   | Descent                                             | 1:07 |
| 9   | The Pull of Regret                                  | 2:50 |
| 10  | Mouth to Mouth Nocturne                             | 2:14 |
| 11  | Gotham City Boogie                                  | 2:02 |
| 12  | Under the Top                                       | 5:42 |
| 13  | Mr. E's Dance Card (Rumba, Fox-trot, Waltz & Tango) | 3:21 |
| 14  | Two-Face Three Step                                 | 2:20 |
| 15  | Chase Blanc                                         | 1:23 |
| 16  | Spank Me! Overture                                  | 2:46 |
| 17  | Holy Rusted Metal                                   | 1:51 |
| 18  | Batterdammerung                                     | 1:21 |